# Hollis Chenery
Hollis Burnley Chenery (Richmond, 6 gennaio 1918 – Santa Fe, 1º settembre 1994) è stato un economista statunitense, noto per il suo contributo pionieristico nel campo dell'economia dello sviluppo. Per dieci anni fu capo economista della Banca Mondiale facendo in modo, insieme a Robert McNamara, che assumesse un indirizzo più solidale.

## Biografia
Chenery nacque a Richmond, figlio di Christopher Chenery, uomo d'affari. Studiò in Virginia, a Pelham Manor, New York e all'Università dell'Arizona (laurea in matematica, 1939), all'Università dell'Oklahoma (laurea in ingegneria, 1941) e al California Institute of Technology (laurea in ingegneria, 1943). Prestò servizio nelle United States Army Air Forces durante la seconda guerra mondiale. Dopo la guerra si laureò all'Università della Virginia (MA Economics, 1947) e all'Università di Harvard (PhD Economics, 1950). La sua tesi di dottorato, intitolata Engineering Bases of Economic Analysis, fu scritta sotto la direzione di Wassily Leontief.

## Carriera
Lavorò come professore di economia a Stanford dal 1952 al 1961 come Guggenheim fellow, entrando quindi nel 1961 a far parte dell'Agenzia degli Stati Uniti per lo sviluppo internazionale, diventando assistente amministratore. Nel 1965 Chenery divenne professore di economia ad Harvard. Il suo articolo del 1966 con Alan Strout, "Assistenza straniera e sviluppo economico", fornì una teoria macroeconomica dell'efficacia degli aiuti allo sviluppo che rimase, per i successivi 20 anni o più, il modello più chiaro disponibile.
Dal 1972 al 1982 Chenery fu vicepresidente della Banca Mondiale per la politica di sviluppo.  Lavorando sotto la presidenza di Robert McNamara durante la maggior parte del suo tempo alla Banca, Chenery supervisionò come capo economista un aumento della capacità di ricerca della banca. Anche se il suo lavoro precedente aveva avuto un ruolo nel fissare l'attenzione degli aiuti sugli obiettivi di crescita economica complessiva, negli anni '70 Chenery studiò i modi in cui questa crescita poteva avvenire in modo tale da avvantaggiare i poveri. La ricerca, pubblicata in particolare nel libro del 1974 Redistribution with growth, aiutò la Banca Mondiale a passare a metà e alla fine degli anni '70 a un approccio più incentrato sulla povertà.
Il lavoro di Chenery fu di ampio respiro, anche se può essere riassunto come l'analisi dei modelli di sviluppo e l'analisi multisettoriale.

## Vita privata
Si sposò due volte ed ebbe due figli. La prima voltanel 1042 con Louise Seamster. Divorziarono nel 1964. Nel 1970 si sposò con Maria Montgomery che morì nel 1993.
Dopo la morte del padre nel gennaio 1973, sua sorella Penny Chenery corse a cavallo di Secretariat per conto della famiglia. Secretariat è diventato il primo cavallo in 25 anni a vincere l'American Triple Crown, con vittorie da record nel Kentucky Derby, nel Preakness e nel Belmont Stakes. Dopo la vittoria di Secretariat nelle Belmont Stakes, Hollis Chenery guidò il cavallo lungo la passerella fino al cerchio del vincitore mentre le telecamere scattavano foto e la folla tributava una standing ovation. La storia del cavallo è stata raccontata nel film del 2010 Secretariat e il suo personaggio è stato interpretato da Dylan Baker.

## Opere scelte
Tra le sue opere più importanti ricordiamo:
- Overcapacity and the acceleration principle, Econometrica 1952
- Interindustry economics (con Clark P.), 1959
- Patterns of industrial growth., American Economic Review 1960
- Comparative advantage and development policy., American Economic Review 1961
- Foreign assistance and economic development., (con Strout A.), American Economic Review 1966
- Studies in development planning(con altri) 1971
- Redistibution with growth: an approach to policy, (con altri) 1974
- Patterns of development, 1950–1970 (con Syrquin R.) 1975
- A structuralist approach to development policy, 1975., American Economic Review 1975
- Structural change and development policy 1979
- Interaction between theory and observation, world development 1983
- Handbook of development economics, (con T.N.Srinivasan)[7] 1988